# Lista podziałów administracyjnych według państw
Lista podziałów administracyjnych według państw zawiera odnośniki do artykułów o podziałach administracyjnych państw świata oraz artykułów opisujących historię i funkcjonowanie poszczególnych jego stopni.
Uwagi:
- znak / oddziela jednostki tego samego stopnia o różnych kompetencjach (np. o zwiększonej autonomii),
- znak – oddziela jednostki różnego stopnia.
- znak + dodatkowe jednostki administracyjne

## A
- Afganistan: 34 wilajetów[1][2] – 398 dystrykty[3]
- Albania: 12 obwodów – 61 gmin
- Algieria: 48 wilajetów – 553 dajraty (prefektury) – 1541 gmin
- Andora: 7 parafii
- Angola: 18 prowincji – 163 gminy
- Antigua i Barbuda: 6 okręgów (parafii) / 2 dependencje
- Arabia Saudyjska: 13 prowincji (mintaqah)
- Argentyna: 23 prowincje + dystrykt federalny (Buenos Aires)
- Armenia: 11 prowincji (marz)
- Australia: 6 stanów + 3 terytoria federalne – 547 samorządów terytorialnych
- Austria: 8 krajów związkowych (Land lub Bundesland) + 1 miasto wydzielone (Wiedeń) – 85 powiatów (Kreis) + 15 miast (Stadt) – 2368 gmin (Gemeinde)
- Azerbejdżan: 59 rejonów (rayonlar) / 12 miast wydzielonych / 1 republika autonomiczna (podzielona na 7 rejonów)

## B
- Bahamy: 31 dystryktów
- Bahrajn: 4 muhafazaty (muhafazy)
- Bangladesz: 8 prowincji (beng. bibhag)
- Barbados: 11 parafii
- Belgia: 3 regiony – 10 prowincji (od 1963 także podział na strefy językowe)
- Belize: 6 dystryktów
- Benin: 12 departamentów – 77 gmin
- Bhutan: 20 dzongkhag (dystryktów) – 205 gewog
- Białoruś: 6 obwodów (biał. вобласць – voblas'c') + 1 miasto wydzielone (Mińsk) – 118 rejonów (biał. раён – rajon)
- Boliwia: 9 departamentów – 112 prowincji – 340 gmin
- Bośnia i Hercegowina: 3 części składowe:
  - Republika Serbska: 7 regionów – 63 gminy
  - Federacja Bośni i Hercegowiny: 10 kantonów – 79 gmin
  - Dystrykt Brczko
- Botswana: 9 dystryktów – 21 poddystryktów / 7 gmin miejskich
- Brazylia: 5 regionów – 26 stanów + Dystrykt Federalny – 5570 gmin
- Brunei: 4 dystrykty (daerah) – 39 mukimów
- Bułgaria: 28 obwodów (oblastów) – 265 gminy
- Burkina Faso: 45 prowincji
- Burundi: 17 prowincji – 114 dystryktów

## C
- Chile: 16 regionów – 56 prowincji – 346 gmin
- Chiny: 22 prowincje / 5 regionów autonomicznych + 4 miasta wydzielone (Chongqing, Pekin, Szanghaj, Tiencin) + 2 specjalne regiony administracyjne (Hongkong i Makau)
- Chorwacja: 20 żupanii (chorw.: županija) + 1 miasto wydzielone (Zagrzeb) – 428 gmin / 127 miast
- Cypr: 6 dystryktów – 576 gmin wiejskich / 39 gmin miejskich (grek. demos)
- Czad: 23 regiony – 107 departamentów
- Czarnogóra: 25 gmin (opština)
- Czechy: 13 krajów + 1 miasto wydzielone (Praga) – 6254 gmin (cz. obec)

## D
- Dania: 5 regionów – 98 gmin
- Demokratyczna Republika Konga: 25 prowincji + 1 miasto wydzielone (Kinszasa) – 145 terytoriów / 33 miasta
- Dominika: 10 parafii
- Dominikana: 31 prowincji + Dystrykt Stołeczny
- Dżibuti: 5 regionów + 1 miasto wydzielone (Dżibuti) – 11 dystryktów (cercle)

## E
- Egipt: 27 muhafaz – 271 marakiz oraz aqsam
- Ekwador: 24 prowincje (provincias) – 221 kantonów (cantones) – 1024 parafie
- Erytrea: 6 regionów
- Estonia: 15 prowincji – 79 gmin (15 miejskich (linn) i 64 wiejskie (vald))
- Eswatini: 4 dystrykty – 55 tinkhundla – 360 imiphakatsi
- Etiopia: 13 regionów (w tym 2 miasta wydzielone) – 63 strefy (amh. ዞን, zon) – 529 ueredy (amh. ወረዳ)

## F
- Fidżi: 4 dystrykty – 14 prowincji + 1 terytorium zależne
- Filipiny: 3 grupy wysp – 18 regionów – 82 prowincje – 149 miasta statutowe + 1493 gmin – 42001 barangajów
- Finlandia: 19 regionów (fiń. maakunta, szw. landskap) – 70 podregionów (fiń. seutukunta, szw. ekonomisk region) – 320 gmin (fiń. kunta, szw. kommun)
- Francja: 18 regionów (w tym 5 zamorskich) – 101 departamentów (w tym 5 zamorskich) – 342 arrondissement – 2054 kantonów – 35 942 gmin

zobacz też: intercommunalité – pays – departament zamorski – terytorium zamorskie

## G
- Gabon: 9 prowincji – 39 departamentów – 152 kantony + 52 gminy + 29 okręgów + 26 dystryktów
- Gambia: 5 regionów + 1 miasto wydzielone – 37 dystryktów
- Ghana: 16 regionów – 261 dystryktów
- Grecja: 7 administracji zdecentralizowanych (gr. αποκεντρωμένη διοίκηση, apokendromeni diikisi) – 13 regionów (gr. περιφέρεια, periferia) – 332 gminy
- Grenada: 6 parafii + 1 dependencja
- Gruzja: 9 regionów + 2 republiki autonomiczne + 1 miasto wydzielone – 69 gmin (w tym: 64 gminy wiejskie i 5 gmin miejskich)
- Gujana: 10 regionów – 27 sąsiedztw
- Gwatemala: 22 departamenty
- Gwinea: 8 regionów – 33 prefektury – 303 gminy wiejskie + 38 gmin miejskich
- Gwinea Bissau: 8 regionów + 1 sektor autonomiczny – 37 sektorów
- Gwinea Równikowa: 2 regiony – 8 prowincji – 31 dystryktów

## H
- Haiti: 10 departamentów
- Hiszpania: 17 wspólnot autonomicznych – 50 prowincji – 465 comarc – 8131 gmin
- Holandia: 12 prowincji – 355 gmin / 3 karaibskie gminy specjalne
- Honduras: 18 departamentów – 298 gmin

## I
- Indie: 28 stanów + 8 terytoriów związkowych + 1 narodowe terytorium stołeczne – 640 dystryktów
- Indonezja: 38 prowincji – 416 kabupatenów / 98 kota
- Irak: 18 muhafaz (z czego 3 tworzą autonomiczny Region Kurdystanu) – 120 dystryktów
- Iran: 31 ostanów – 480 szahrestanów – 1057 bakszów
- Irlandia: 4 historyczne prowincje – 26 hrabstw
- Islandia: 8 regionów (sýslur) – 74 gminy (hrreppar)
- Izrael: 6 dystryktów – 15 poddystryków – 50 prowincji

## J
- Jamajka: 3 hrabstwa – 14 regionów
- Japonia: 8 regionów – 43 prefektury (県 – ken) / 2 okręgi miejskie (府 – fu – Kioto i Osaka) / 1 okręg specjalny (道 – dō – cała wyspa Hokkaido) / 1 okręg stołeczny (都 – to – Tokio) – 1718 gmin i 23 okręgi specjalne w Tokio
- Jemen: 21 muhafazatów – 333 dystryktów (مديريات) – 2,210 'Uzlah (عزلة, l.mn. 'Uzaal, عزل) – 38284 wsi
- Jordania: 12 muhafaztów – 52 nahia (dystrykty)

## K
- Kambodża: 25 prowincji – 163 dystrykty (ស្រុក srok) / 32 gminy na poziomie dystryktu (ក្រុង krong) / 14 sekcji (ខណ្ឌ khan) – 1652 gmin
- Kamerun: 10 prowincji – 58 departamentów
- Kanada: 10 prowincji / 3 terytoria
- Kazachstan: 17 obwodów + 4 miasta wydzielone – 170 rejonów + 38 miast o znaczeniu regionalnym + 18 rejonów miejskich – 2352 akmiatów
- Kenia: 47 hrabstw – 314 podhrabstw – 2 427 lokalizacji – 6 612 podlokalizacji
- Kirgistan: 7 obwodów + 2 miasta wydzielone – 14 miast o specjalnym znaczeniu dla obwodu + 40 rejonów + 4 wewnątrz miejskie rejony – 19 miast o znaczeniu rejonowym + 268 ajmaków
- Kiribati: 6 dystryktów – 21 rad plemiennych
- Kolumbia: 32 departamenty (departamentos) + 1 dystrykt stołeczny (distrito capital) – 1103 gminy
- Komory: 3 regiony autonomiczne – 16 prefektur – 54 gminy – 318 miasteczek i wsi
- Kongo: 12 departamentów – 86 dystryktów + 7 gmin
- Korea Południowa: 1 miasto specjalne (teukbyeolsi) + 1 specjalne miasto autonomiczne (teukbyeoljachisi) + 6 metropolii (gwangyeoksi) + 9 prowincji (do) – 60 miast (si) + 15 miast specjalnych (teukjeongsi) + 82 powiaty + 69 okręgów miejskich
- Korea Północna: 9 prowincji + 4 miasta specjalne – 155 powiatów (kun) + 22 obwody (guyok) + 27 miast (si) + 4 dystrykty (ku, chigu) + 1 obszar (chigu) + 1 specjalny region administracyjny
- Kosowo: 5 okręgów – 38 gmin
- Kostaryka: 7 prowincji – 82 kantony – 492 dystrykty
- Kuba: 14 prowincji – 168 gmin
- Kuwejt: 6 muhafaz – 132 obszary

## L
- Laos: 16 prowincji / 1 prefektura – 148 dystryktów
- Lesotho: 10 dystryktów – 80 okręgów wyborczych – 129 rad gmin
- Liban:  8 muhafazatów – 25 dystryktów – 963 gminy
- Liberia: 15 hrabstw – 136 dystryktów – 9041 klanów i wspólnot (communities)
- Libia: 22 szabijja – 99 baladijatów
- Liechtenstein: 2 regiony (Landschaft)– 11 gmin (Gemeinde)
- Litwa: 10 okręgów (apskritis) – 60 rejonów (savivaldybė) (w tym: 53 rejony (43 rajono savivaldybė i 10 savivaldybė) oraz 7 rejonów miejskich (miesto savivaldybė)) – 546 gmin (seniūnija)
- Luksemburg: 12 kantonów (canton; Kanton) – 102 gminy (Gemeng; commune; Gemeinde)
- Łotwa: 36 powiatów i 7 miast wydzielonych – 81 miast (pilsētas) + 494 parafie

## M
- Macedonia Północna: 8 regionów statystycznych – 80 gmin
- Madagaskar: 6 prowincji – 22 regiony (faritra) – 119 dystryktów (departamenta) – 1 579 gmin (kaominina) – 17 485 fokontany
- Malawi: 3 regiony – 28 dystryktów
- Malediwy: 21 atoli administracyjnych
- Malezja: 13 stanów / 3 terytoria federalne – 17 dystryktów (bahagian) (tylko w Sabah i Sarawaku) / 160 dystryktów (daerah/jajahan)
- Mali: 21 regionów + 1 dystrykt stołeczny – 156 okręgów (cercles) – 466 dystryktów – 819 gmin – 12 712 wsi.
- Malta: 5 regionów – 68 rad lokalnych
- Maroko: 12 regionów – 13 prefektur + 62 prowincje
- Mauretania: 12 regionów + 1 dystrykt stołeczny – 44 departamenty – 238 gmin
- Mauritius: 9 dystryktów + 3 dependencje
- Meksyk: 31 stanów (estados) + Dystrykt Federalny (Distrito Federal) – 2471 gmin + 16 dzielnic
- Mikronezja: 4 stany – 76 gmin
- Mjanma: 7 stanów / 7 prowincji / 1 terytorium związkowe / 5 stref samodzielnej administracji / 1 obszar samodzielny – 76 dystryktów – 330 gmin – 3 183 oddziały + 13 602 trakty wiejskie
- Mołdawia: 32 rejony (raionaie) + 5 miast wydzielonych + 1 region autonomiczny (Gagauzja) + Naddniestrze
- Monako: 1 gmina – 7 osiedli + 2 sektory wydzielone
- Mongolia: 21 ajmaków + 1 miasto wydzielone – 330 somonów + 9 dzielnic
- Mozambik: 11 prowincji – 128 dystryktów – 405 postos

## N
- Namibia: 14 regionów – 121 okręgów wyborczych
- Nauru: 14 dystryktów
- Nepal: 7 prowincji – 77 dystryktów – 3915 gaun wikas samiti + 58 gmin
- Niemcy: 16 krajów związkowych (Land lub Bundesland), w tym 3 miasta wydzielone (Berlin, Hamburg oraz Brema z Bremerhaven jako kraj związkowy Brema) – 24 rejencje (Regierungsbezirk) – 439 powiatów (Kreis) (117 miast na prawach powiatu (Stadtkreise) + 322 powiatów ziemskich (Landkreise)) – 8578 gmin (Gemeinde)
- Niger: 7 regionów + dystrykt stołeczny – 63 departamenty – 265 gmin
- Nigeria: 36 stanów + 1 terytorium federalne – 774 lokalne obszary administracyjne – 8813 oddziały
- Nikaragua: 15 departamentów / 2 regiony autonomiczne – 152 gminy
- Norwegia: 15 okręgów – 357 gmin
- Nowa Zelandia: 16 regionów (11 niejednolitych[a] i 5 jednolitych) – 57 dystryktów + 13 miast (tworzą razem tzw. territorial authorities – „organy terytorialne”)

## O
- Oman: 11 muhafaz – 61 wilajetów

## P
- Pakistan: 4 prowincje / 1 terytorium federalne / 2 regiony – 39 departamentów – 170 dystryktów – 596 tehsili – 5375 rad związkowych
- Palau: 16 stanów
- Panama: 10 prowincji / 4 autonomiczne comarki – 79 dystryktów – 679 corregimentos
- Papua-Nowa Gwinea: 20 prowincji + 1 dystrykt Stołeczny + 1 region autonomiczny – 326 samorządów lokalnych – 6112 okręgów
- Paragwaj: 18 departamentów – 227 dystryktów
- Polska: 16 województw – 380 powiatów (66 miast na prawach powiatu + 314 powiatów) – 2479 gmin (302 miejskich + 718 miejsko-wiejskich + 1459 wiejskich)
- Południowa Afryka: 9 prowincji – 52 dystrykty – 205 gmin lokalnych – 4468 okręgów
- Portugalia: 18 dystryktów / 2 regiony autonomiczne – 308 gmin – 3092 sołectwa (Freguesia, parafie)

## R
- Republika Środkowoafrykańska: 20 prefektur + 1 gmina autonomiczna – 71 podprefektur
- Republika Zielonego Przylądka: 22 gminy (concelhos) – 33 parafie (freguesias)
- Rosja: 9 okręgów federalnych – 21 republik / 46 obwodów / 9 krajów / 1 obwód autonomiczny / 4 okręgi autonomiczne + 3 miasta wydzielone (Moskwa, Petersburg i Sewastopol). Jeden okręg federalny oraz miasto wydzielone Sewastopol są terytorium spornym
- Rumunia: 8 regionów rozwoju (regiuni de dezvoltare) – 41 okręgów (județe) + 1 miasto wydzielone – 2686 gmin wiejskich + 265 gmin miejskich i miast.

## S
- Saint Kitts i Nevis: 14 parafii
- Saint Lucia: 10 dystryktów
- Saint Vincent i Grenadyny: 6 parafii
- Salwador: 14 departamentów – 44 gminy – 262 dystrykty
- Samoa: 11 dystryktów (itūmālō
- San Marino: 9 castelli (zamków)
- Senegal: 14 regionów – 46 departamentów – 133 okręgi
- Serbia: 29 okręgów (okrug) + 1 miasto wydzielone + 2 prowincje autonomiczne[b] – 145 gmin (opština) + 29 miast
- Seszele: 27 dystryktów
- Sierra Leone: 5 prowincji – 16 dystryktów – 190 wodzostw
- Singapur: 5 regionów – 55 dzielnic
- Słowacja: 8 krajów (słow. kraj) – 79 powiatów (okresów) – 2927 gmin (obeców)
- Słowenia: 212 gmin (w tym 12 miejskich)
- Somalia: 18 regionów – 72 dystrykty
- Sri Lanka: 9 prowincji – 25 dystryktów – 331 oddziałów sekretarskich
- Stany Zjednoczone: 50 stanów (state) + Dystrykt Kolumbii (District of Columbia) – 3048 hrabstw (county)
Tylko Alaska i Luizjana oraz Dystrykt Kolumbii nie posiadają hrabstw i dzielą się na własne jednostki administracyjne:
  -  Alaska: 19 obszarów + 1 okręg niezorganizowany
  -  Luizjana: 64 parafie (tzw. parafie cywilne)
- Sudan: 18 prowincji (wilajetów) – 86 dystryktów
- Sudan Południowy: 10 stanów + 3 specjalne obszary administracyjne – 540 pajamów – 2500 boma-ów
- Surinam: 10 dystryktów – 62 poddystrykty
- Syria: 14 muhafaz – 65 dystryktów (manatiq) – 281 poddystryktów
- Szwajcaria: 23 kantony – 2131 gmin
- Szwecja: 21 regionów (län) – 290 gmin (kommun)

## T
- Tadżykistan: 3 obwody administracyjne (wilajety) + 1 wilajet autonomiczny + 1 miasto wydzielone – 47 rejonów – 368 jamoatów + 65 miasteczek + 18 miast
- Tajlandia: 5 regionów – 76 prowincji (czangwady) – 928 dystryktów – 7255 tambonów – 74 944 mubanów
- Tajwan: 6 miast wydzielonych + 2 prowincje – 13 powiatów + 3 miasta na prawach powiatu – 6 terytoriów aborygeńskich + 164 dzielnice + 14 miast + 38 gmin miejskich + 122 gminy wiejskie + 24 gminy aborygeńskie – 7851 wsi –147 785 osiedli
- Tanzania: 31 regionów (suahili mkoa) – 184 prowincje (suahili wilaya)
- Timor Wschodni: 14 dystryktów – 67 poddystryktów – 461 gminy (sucos) – 2 233 wioski
- Togo: 5 regionów – 39 prefektur – 394 kantony
- Tonga: 5 prowincji – 23 dystrykty – 175 wsi
- Trynidad i Tobago: 9 regionów + 3 gminy + 2 miasta + Tobago
- Tunezja: 24 wilajety – 262 dystrykty – 2073 sektory
- Turcja: 81 prowincji – 973 dystrykty
- Turkmenistan: 5 wilajetów + 1 miasto wydzielone – 37 rejonów + 7 miast na prawach rejonu
- Tuvalu: 9 dystryktów

## U
- Uganda: 4 regiony administracyjne – 135 dystryktów – 167 hrabstw + 31 gmin + 25 miast – 1496 podhrabstw – 10 717 parafii
- Ukraina: 24 obwody (ukr. область – obłast’) + 2 miasta wydzielone (Kijów i Sewastopol) + Autonomiczna Republika Krymu – 136 rejony (ukr. pайон – rajon) – 1469 hromad terytorialnych (ukr. територіальна громада – terytorialna hromada) – 7567 okręgów starościńskich (ukr. старостинський округ – starostynskyj okruh)
- Urugwaj: 19 departamentów – 127 gmin
- Uzbekistan: 12 wilajetów + 1 republika autonomiczna + 1 miasto wydzielone – 175 rejonów (tumanów)

## V
- Vanuatu: 6 prowincji

## W
- Watykan: nie ma podziału administracyjnego
- Wenezuela: 23 stany + dystrykt stołeczny – 335 gmin
- Węgry: 19 komitatów (megye) + 1 miasto wydzielone (Budapeszt) – 23 miasta na prawach komitatów (megyei jogú város) + 175 powiatów (járás) – 346 gmin miejskich (város) + 2809 gmin wiejskich (község) i (nagyközség)
- Wielka Brytania: 4 części składowe (constituent part). Częściami składowymi są: Anglia, Szkocja, Walia i Irlandia Północna. Dzielą się one na kolejne jednostki administracyjne:
  -  Anglia – 9 regionów, 83 jednostki administracyjne poziomu hrabstwa (hrabstwa metropolitalne, hrabstwa niemetropolitalne i unitary authorities)
  -  Szkocja – 32 jednostki administracyjne (council areas) o statusie unitary authority
  -  Walia – 22 jednostki administracyjne (hrabstwa, miasta i county boroughs) o statusie unitary authority
  -  Irlandia Północna – 11 dystryktów
- Wietnam: 58 prowincji + 5 miast wydzielonych – 713 dystryktów i miast
- Włochy: 20 regionów, w tym 5 o statusie autonomicznym (Sycylia, Sardynia, Trydent-Górna Adyga, Val d’Aosta i Friuli-Wenecja Julijska) – 107 prowincji – 7904 gminy
- Wybrzeże Kości Słoniowej: 14 dystryktów – 31 regionów – 109 departamentów – 197 gmin – 507 podprefektur
- Wyspy Marshalla: 24 gminy
- Wyspy Salomona: 9 prowincji + 1 terytorium stołeczne
- Wyspy Świętego Tomasza i Książęca: 2 prowincje – 7 okręgów

## Z
- Zambia: 10 prowincji – 116 dystryktów
- Zjednoczone Emiraty Arabskie: 7 emiratów
- Zimbabwe: 8 prowincji + 2 miasta wydzielone – 64 dystrykty – 1970 gmin

## Pozostałe (państwa nieuznawane, częściowo uznane i wybrane terytoria zależne)
- Palestyna: 16 muhafazatów – 332 gminy

- Somaliland: 6 regionów – 22 dystrykty
- Bermudy: 9 parafii / 2 okręgi